# Norrey-en-Auge
Norrey-en-Auge (Ausspracheⓘ) ist eine französische Gemeinde mit 95 Einwohnern (Stand: 1. Januar 2022) im Département Calvados in der Region Normandie. Sie gehört zum Arrondissement Caen und zum Kanton Falaise.

## Geografie
Norrey-en-Auge liegt etwa 15 km östlich von Falaise. Umgeben wird die Gemeinde von Barou-en-Auge beziehungsweise Saint-Pierre-en-Auge mit Vaudeloges im Norden, Saint-Pierre-en-Auge mit L’Oudon im Osten, Les Moutiers-en-Auge im Südosten und Süden, Crocy im Südwesten, Beaumais im Westen sowie Morteaux-Coulibœuf in nordwestlicher Richtung.

## Bevölkerungsentwicklung
| Jahr                             | 1793 | 1836 | 1876 | 1926 | 1946 | 1968 | 1990 | 2016 |
| Einwohner                        | 368  | 355  | 232  | 164  | 166  | 115  | 74   | 93   |
| Quelle: Cassini, EHESS und INSEE |      |      |      |      |      |      |      |      |

## Sehenswürdigkeiten
- Kirche Sainte-Anne aus dem 12. Jahrhundert, seit 1930 als Monument historique klassifiziert[2]
- Reste einer Motte
- Herrenhaus aus dem 17./18. Jahrhundert